# 芸術系旧制専門学校
芸術系旧制専門学校（げいじゅつけいきゅうせいせんもんがっこう）とは、日本において学校教育法が施行される前の、専門学校令に基づいて、美術、音楽の専門教育を行っていた高等教育機関のことである。

## 主な芸術系旧制専門学校

### 官立
1. 東京美術学校（1887年）→東京芸術大学美術学部
2. 東京音楽学校（1887年）→東京芸術大学音楽学部

### 公立
1. 京都府画学校(1880年)→京都市美術学校(1891年)→京都市美術工芸学校(1894年)→京都市立美術工芸学校(1901年)→京都市立絵画専門学校（1909年)→京都市立美術専門学校(1945年)→京都市立美術大学（1950年)→京都市立音楽短期大学と合併し京都市立芸術大学
2. 金沢美術工芸専門学校（1946年）→金沢美術工芸短期大学→金沢美術工芸大学

### 私立
1. 東洋音楽学校（1907年）→東洋音楽専門学校（1911年）→東洋音楽短期大学→東洋音楽大学→東京音楽大学
2. 大阪音楽学校（1915年）→大阪音楽大学
3. 小西寫眞専門学校（1923年）→東京写真専門学校→東京写真工業専門学校→東京写真短期大学→東京写真大学→東京工芸大学
4. 東京音楽高等学院（1926年）→国立音楽学校→国立音楽大学
5. 武蔵野音楽学校（1929年）→（1932年専門学校昇格）→武蔵野音楽大学
6. 帝国美術学校（1929年）→武蔵野美術学校→武蔵野美術短期大学→武蔵野美術大学
7. 女子美術専門学校（1929年）→女子美術大学
8. 多摩帝国美術学校（1935年）→多摩造形芸術専門学校（1947年）→多摩美術短期大学→多摩美術大学
9. 東邦音楽学校（1938年）→東邦音楽短期大学→東邦音楽大学
10. 東京声専音楽学校（1940年）→昭和音楽短期大学→昭和音楽大学短期大学部

芸術系の私立学校の中にはカリキュラムに制約のある専門学校とはならずに、各種学校のまま専門学校と同様の機能（教育・研究・教員養成など）を果たしたものがある
- 日本音楽学校（1902年） 師範科、高等師範科を設置
- 宝塚音楽学校（1919年）
- 武蔵野美術学園（1969年）武蔵野美術大学が、帝国美術学校以来の各種学校を残したもの。現在、造形芸術科、メディア表現科を設置。

### 芸術系学科を設置した旧制私立大学
1. 日本大学芸術学園（1921年に誕生した日本大学法文学部美学科が起源で、1933年に法文学部文学科芸術学専攻、専門部文科文学芸術専攻および実習科を「日本大学芸術学園」と総称した[1]）→日本大学芸術学部
2. 明治大学演劇映画科（1938年、専門部文科に設置[2]）→明治大学文学部文学科演劇学専攻

## 関連事項
- 旧制専門学校
- 工部美術学校
- 画塾